# كارل فلهلم شيله

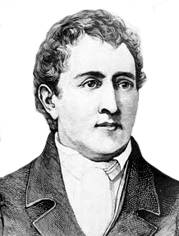
كارل فيلهلم شيلي

كارل فلهلم شيله (بالألمانية: Carl Wilhelm Scheele) ‏ (9 ديسمبر 1742 - 21 مايو 1786) كان كيميائياً وصيدلانياً سويدياً مسقط رأسه ألمانيا.

## حياته
كان الطفل السابع لأسرة مكونة من 11 طفلًا في شترالسوند بألمانيا، كابن لتاجر يحظى باحترام كبير. بعد تخرجه من المدرسة الثانوية كان يعمل كصيدلي في غوتبورغ بين 1757 و 1765 ثم انتقل إلى انتقل إلى Köping في 1775 حتى وفاته.
كان أحد مؤسسى الكيمياء الحديثة حيث يعد شيلي من أحد الذين ينسب إليهم اكتشاف الأكسجين، على الرغم من أن جوزيف بريستلي سبقه في ذلك، كما تمكن من التعرف على العديد من العناصر الكيميائية مثل الكلور والباريوم و(المانغنيز).
كان عضوا في الأكاديمية السويدية للعلوم في ستوكهولم. اكتشف سكيل العناصر الكيميائية المختلفة، والمركبات، بما في ذلك الكلور، المنغنيز، وحمض الطرطريك، والجليسرين وحمض اللاكتيك.
كان أول من اكتشف امتصاص الغازات من الفحم.

## وفاته
وفاة شيلي كانت نتيجة لعادة لديه كان يتبعها أثناء اختباراته وهي التجريب بالتذوّق؛ حيث كان يقوم بتذوّق العناصر التي كان يكتشفها أو يُخضعها للاختبار، وما دفعه لتكرير تلك العادة أنه كان لا يتأذّى منها، كما أنه نجا ذات مرة بعد أن تذوّق سيانيد الهيدروجين، ولكن هذه العادة كانت في الحقيقة السبب وراء موته، ولكن لم يتم التعرّف على المادة السامة التي تسبّبت في وفاته، ولكن الأعراض التي صاحبت الوفاة رجّحت بشكل كبير أنه تعرّض لتسمّم نتيجة لتذوّقه الزئبق.